# Alex Mowatt
Alex James Mowatt (ur. 13 lutego 1995 w Doncaster) – angielski piłkarz występujący na pozycji pomocnika w Barnsley.